# Klimaatberaad
Het Klimaatberaad was het coördinerend overlegorgaan van 2018 tot 2019 om tot een nationaal klimaatakkoord te komen. Het Klimaatberaad bestond uit de voorzitters van de sector- (of klimaat-)tafels en maatschappelijke organisaties, medeoverheden en niet-gouvernementele organisaties (ngo's). Voorzitter van het Klimaatberaad was Ed Nijpels, die hiervoor al voorzitter van de Borgingscommissie Energieakkoord uit 2014 was. Dit Energieakkoord is uiteindelijk, met nieuwe doelstellingen, opgenomen in het klimaatakkoord.
Nadat het klimaatakkoord werd gepresenteerd werd het Klimaatberaad omgezet in een Voortgangsoverleg Klimaatakkoord die de samenhang van uitvoering door de verschillende Uitvoeringsoverleggen bewaakt.

## Voorzitters
In 2019 bestond de kern van het Klimaatberaad uit:
- Ed Nijpels (voorzitter Klimaatberaad),
- Kees Vendrik (voorzitter sectortafel Elektriciteit),
- Diederik Samsom (voorzitter sectortafel Gebouwde omgeving),
- Manon Janssen (voorzitter sectortafel Industrie),
- Pieter van Geel (voorzitter sectortafel Landbouw en landgebruik),
- Annemieke Nijhof (voorzitter sectortafel Mobiliteit), en
- de directeur-generaal van het ministerie van Economische Zaken en Klimaat.